# Черноиванов, Вячеслав Иванович
Вячеслав Иванович Черноиванов (род. 4 июня 1938 года, Грозный) — советский государственный деятель, учёный в области использования и эксплуатации техники, ресурсосбережения, ремонта машин и восстановления деталей.
Доктор технических наук (1985), профессор (1987). Академик ВАСХНИЛ (1991), академик Российской академии наук (2013), действительный член Международной инженерной академии.

## Биография
В 1955—1956 — сверловщик, слесарь станкостроительного завода в Ташкенте. в 1956—1959 — служил в Советской армии.
Окончил Ташкентский институт инженеров ирригации и механизации сельского хозяйства (1963).
В 1963—1979 работал в Всесоюзном научно-исследовательском технологическом институте ремонта и эксплуатации машинно-тракторного парка: инженер-технолог, заместитель директора по научной организации производства, в 1969 году защитил кандидатскую диссертацию «Исследование и обоснование допустимых износов деталей зерноуборочных комбайнов : на примере вариатора ходовой части».
- 1979—1983 — генеральный директор ВНПО «Ремдеталь», в 1983 году защитил докторскую диссертацию «Совершенствование технологии и повышение качества восстановления деталей сельскохозяйственной техники».
- 1983—1985 — заместитель председателя Госкомитета СССР по производственно-техническому обеспечению сельского хозяйства.
- 1985—1989 — заместитель председателя Государственного агропромышленного комитета СССР.
- 1989—1991 — первый заместитель председателя Государственной комиссии Совмина СССР по продовольствию и закупкам.
- 1991 — министр сельского хозяйства и продовольствия СССР.
- 1993—1994 — председатель Государственного комитета РФ по машиностроению и сервисному обслуживанию сельского хозяйства, пищевой и перерабатывающей промышленности.
- 1997—1999 — заместитель министра сельского хозяйства и продовольствия Российской Федерации
- В 1992—1997 и в 1999-2013 — директор Всероссийского научно-исследовательского технологического института ремонта и эксплуатации машинно-тракторного парка (ГОСНИТИ).

Автор книги «Комиссары и министры сельского хозяйства СССР. 1917—1991».

## Награды, премии, почётные звания
- Орден «За заслуги перед Отечеством» III степени (27 июня 2023) — за большие заслуги в развитии сельского хозяйства и многолетнюю добросовестную работу[2]
- Орден «За заслуги перед Отечеством» IV степени (24 апреля 2008) — за большой вклад в развитие сельскохозяйственного производства и многолетнюю добросовестную работу[3]
- Орден Александра Невского (6 мая 2018) — за достигнутые трудовые успехи и многолетнюю добросовестную работу[4]
- Орден Почёта (31 мая 1998) — за а заслуги в области сельского хозяйства и многолетний добросовестный труд[5]
- Орден Трудового Красного Знамени (13 августа 1986)[6]
- Орден «Знак Почёта» (1977)[6]
- Заслуженный деятель науки и техники РСФСР (3 июня 1988)[7]
- Премия Совета Министров СССР[6][8]